# Ляди (Бежецький район)
Ляди (рос. Ляды) — присілок в Бежецькому районі Тверської області Російської Федерації.
Населення становить 192 особи. Входить до складу муніципального утворення Фральовське сільське поселення.

## Історія
Від 2005 року входить до складу муніципального утворення Фральовське сільське поселення.

## Населення
| 2008 | 2010 |
| ---- | ---- |
| 251  | ↘192 |